# Tramway de Trait - Planches
Le tramway Trait-Planche a fonctionné dans la ville de Montreux dans le canton de Vaud entre 1899 et 1912. 

## Histoire
Un funiculaire à contrepoids d'eau est concédé à M. Léon Perret notaire à Montreux  le 9 octobre 1890 entre le Trait  à Montreux  et l'avenue des Planches. 
Mr Léon Perret cède la concession le 24 mars 1897 à la Société électrique Vevey-Montreux qui construit et exploite un tramway à crémaillère à voie métrique  à la place du projet initial de funiculaire.
Ce tramway est mis en service en 1898.
La ligne ferme en 1912, à la suite d'un accident dans lequel l'unique voiture est détruite.

## La ligne
Montreux Trait - Avenue des Planches (392m) : ouverture le 6 juillet 1898, fermeture le 11 novembre 1912;

## Alimentation électrique
Le courant continu d'une tension de 550 volts est fourni par le tramway Vevey-Montreux-Chillon

## Crémaillère
La ligne utilisait une crémaillère type Riggenbach. Elle  avait la particularité d'être posée latéralement à la voie et non au centre.

## Matériel roulant
- 1 automotrice N°24, à 2 essieux, 3 moteurs de 35cv, poids 9,6t;